# 木村要
木村 要（きむら かなめ、1937年12月23日 - ）は、日本の裁判官。法務省広島法務局訟務部長や、最高裁判所事務総局家庭局長、千葉家庭裁判所長等を歴任した。

## 人物・経歴
中央大学卒業後、広島地方裁判所判事補、岐阜地方裁判所多治見支部長、法務省広島法務局訟務部長等を経て、局付などを経験しないまま異例の人事で最高裁判所事務総局家庭局第一課長に就任。その後は、エリートコースを歩み、東京家庭裁判所部総括判事、東京地方裁判所部総括判事、最高裁判所事務総局家庭局長、千葉家庭裁判所長を歴任した。